# Volken
Volken est une commune suisse du canton de Zurich.

Vue aérienne (1948).